# ISO 3166-3
ISO 3166-3은 ISO 3166 표준의 일부이다. 공식 이름은 Codes for the representation of names of countries and their subdivisions – Part 3: Code for formerly used names of countries이다. 1999년 처음 만들어졌다. 2008년까지 다섯 번 개정된 바 있다.

## 같이 보기
- 국제 표준화 기구
- 유엔